# グラス・ハープ

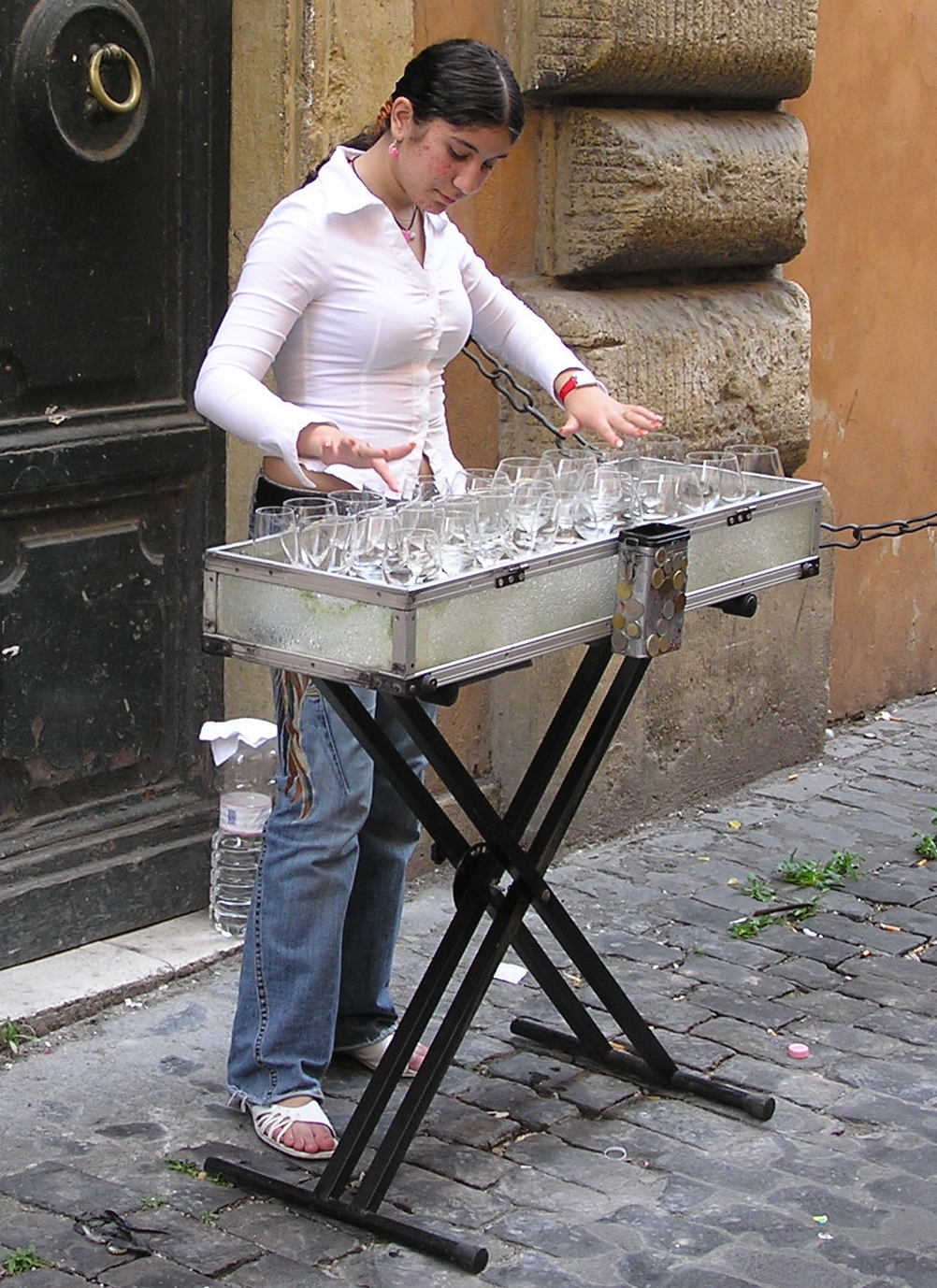
イタリア・ローマでの演奏の様子。ワイングラスにそれぞれ異なる水位になるよう水を注ぎ、奏者が指で擦ることで音を出す。演奏には両手を用いる。

グラス・ハープ（英: glass harp）とは、グラス（ガラス製足付酒杯）の縁を指でこすって音を発することで楽器として使用するものである。口径・腰径の異なる複数のグラスを大きさ順に並べるが、様々な作品を演奏できるように十二平均律の半音階を網羅して並べ、基本的には、水で濡らした指先をガラスの縁に触れさせる摩擦によって、共鳴するガラスからの音で音楽を奏でる。

## 演奏
手が水で濡れていないと、指とガラスとの間に適度の摩擦が起きないため、演奏中も常に水で濡らす必要がある。ガラスが汚れると効果が薄らぐため、蒸留水を用いる。指に、脂分をはじめとする汚れがあると、やはり指とガラスとの間に適度の摩擦が起きないため、演奏前はアルコールや石鹸などで汚れを落とす必要がある。
グラスの口径・腰径・ガラスの厚さなどで音程が変わるが、音程を調節するには、中に水を入れることが一般的になされている。但し、演奏前に大きな負担的作業となり、また濡れた指から滴り落ちた水滴が入ってしまったり、乾燥した空気によって蒸発してしまったりで音程が簡単に狂ってしまう危険性や、あるいは演奏中不意にこぼしてしまう危険性も高く、更に、演奏の度に水を入れたり抜いたりする作業の手間がかかるため、それらを排除し、常に準備なしに一定した音程を保てるよう、後にS. ホプキンソン＝スミス（F. Hopkinson-Smith、1797-1872）の発明によって、水を中に入れて音程を調節しなくとも、そのものだけで音程が固定されたグラスが製作されるようになった。

## 発祥
紀元前2300年には既に、グラスのセットと棒による打楽器の一種が存在していたし、イラン、中国、日本やアラブなどにおいて、コップや碗などの陶磁器類を棒で叩くことによる打楽器の存在が確認されている。打楽器的ではなく、ワイン・グラスの縁の周りを濡れた指で擦ることで生み出される音の現象について、ヨーロッパではルネサンスよりも前の時代に文書化されていたことが判明している。ガリレオ・ガリレイも、この現象についての考察を残している。
アイルランドの音楽家リチャード・ポックリッジは、この楽器を現在のように奏した最初のものとみなされている。彼は1742年から、様々な量の水を入れて並べられたグラスのセットを、ロンドンで演奏して知られており、水にちなんだヘンデルの『水上の音楽』を得意なレパートリーとして1760年代までに活発な演奏活動を続けていた。
作曲家で有名なクリストフ・ヴィリバルト・グルックは、「ヴァイオリン、あるいはチェンバロによって演奏され得る全てを成し得る」と固く約束して、1746年4月14日にはブルワー (Brewer) 通りのヒックフォード (Hickford) 大広間にて、また4月23日にはヘイマーケット劇場にて、「泉水で調律された26の音楽用グラスによる」と銘打った演奏会を開催した。彼は先述のポックリッジと同様の楽器を、フランス語においてガラスやグラスを意味する単語「verre（）」にちなんで「Verrillon（）」と名づけて演奏し、イギリスを中心としたヨーロッパ諸国で注目を浴び、広くグラスによる演奏の文化が浸透していったことが判っている。
その当時は、パイプ・オルガンにおける柔らかいフルー管の高音域が聖堂内に響く音色と酷似しているため、「天使のオルガン (angelic organ)」と呼ばれたり、飲む用途ではなく演奏の用途に使われるグラスであるため、食器としてのグラスと区別して「音楽用グラス (musical glasses)」と呼ばれたり、あるいは天使の位階の中でも最高のものとされるセラフィム (seraphim) の名をそのまま当てて呼んだりもされていた。
18世紀頃には広く楽器として演奏されるようになり、1761年にグラスハープを改良したアルモニカが発明されたことによってヨーロッパ中で大流行する。

### アルモニカについて
ベンジャミン・フランクリンによって発明されたアルモニカは、一人で多くの音を奏したり、速い楽句や遠い跳躍、広い音程、数の多い和音などが可能になり、また手を常に回しながらこする労力や、絶えず水で指を濡らす必要性がなくなった。アルモニカの出現によって、その表現力は広がり、楽器としての機能が格段に上がったが、個々の音に対する微妙な表情づけに関しては、指の圧力や擦る速度を自由に変化させることのできるグラス・ハープのほうがより優れているため、アルモニカに全ての座を譲ったわけではなかった。

## 天使と悪魔　2つの顔
天上界を思わせるようなこの音色に多くの人が引きつけられ、トーマス・ジェファーソンやゲーテ、パガニーニといった著名人も「天使の声」などと絶賛した。アルモニカの発明者であるベンジャミン・フランクリンは毎夜のように演奏し、その音で目を覚ました妻は「自分が死んで天国に来た」と勘違いしたというエピソードも残っている。
　しかし、19世紀になると音楽の流行の変化や楽器の持ち運びの難しさから衰退していき、独特な音が「人間の神経に悪影響を及ぼすのではないか」といううわさも流れるようになった。一時は天使にも例えられた楽器は、悪魔の楽器とも言われて禁止されるようになり、さまざまな要因も手伝ってついには姿を消してしまう。

## 楽器としての現代
専門的な演奏楽器として一般に認識されておらず、専門の奏者も殆どいないに近い。そのための作品も、ごく特殊な部類であり、多くは他の作品を編曲などして演奏することによっている。
音量は、グラスの大きさにしては意外なほどよく響き、強弱や音色などの表現も豊かな幅を持ち合わせており、演奏手段として期待のできるものである。ただ、他の一般的な西洋楽器と共に、室内楽や管弦楽で用いるには、音量の面で頼りなく、音の相性の面でも難しく、現代の西洋音楽において伝統を成すほどの領域には至っていない。
しかしながら、その魅力に捕らわれたごく少数の奏者が各地で活動をしており、これのみによる専門の演奏家は非常に珍しく貴重な存在である（日本では大橋エリがこれに近い）。普通は趣味や余興などで遊び親しむ程度で、それ以外はプロの打楽器奏者が臨時にこの楽器による演奏活動をしているのが現状である。
音域については、Glass Duo 所有のセットで、4オクターヴ半にも達するものが製作されている。